# Sportpalast Salawat Julajew
Der Sportpalast Salawat Julajew (russisch Дворец спорта «Салават Юлаев») ist eine 4.043 Zuschauer fassende Mehrzweckhalle in Ufa, Russland, die im Jahr 1967 eröffnet wurde.

## Geschichte
Der Sportpalast wurde 1967 durch eine lokale Baufirma errichtet und am 28. Oktober 1967 eröffnet. Das Gebäude umfasste zwei Eishallen mit 4.200 respektive 1.500 Zuschauerplätzen. Zudem lässt sich die Halle für Konzert- und andere Sportveranstaltungen umrüsten. 1993 wurde direkt neben der Eishalle ein Tennisplatz errichtet. In den 1990er Jahren wurde zudem das Beleuchtungssystem der Eishallen erneuert und neue Anzeigetafeln installiert.

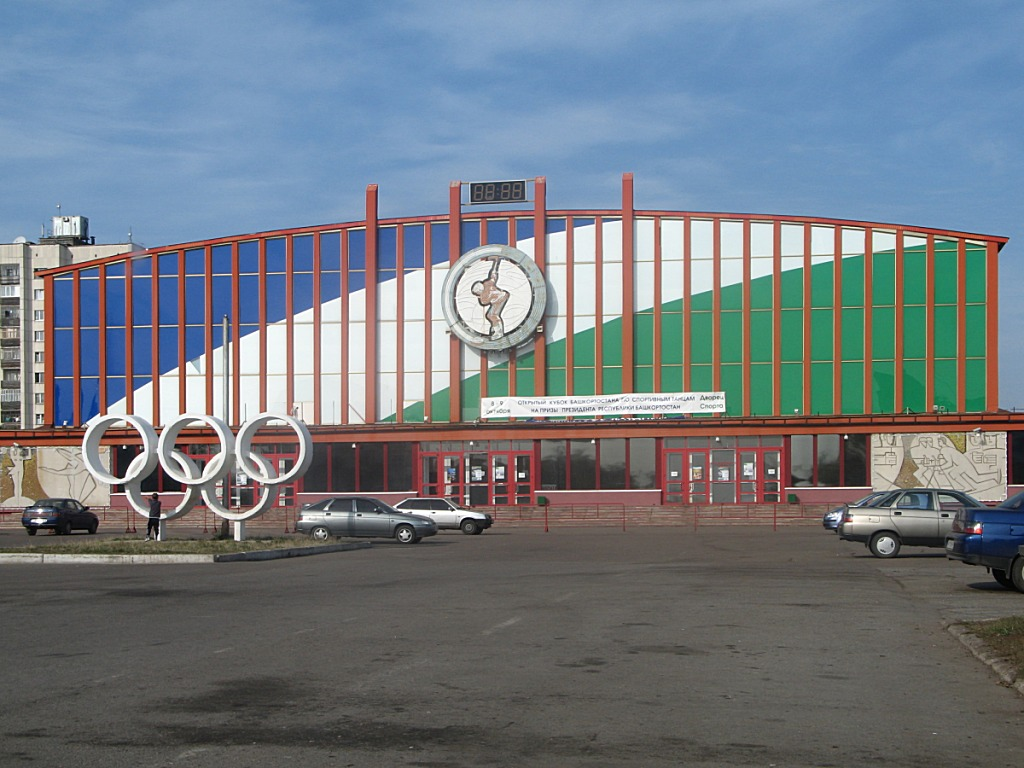
Der Sportpalast Salawat Julajew (August 2008)

In der Eishalle trug bis 2007 der ansässige Eishockeyklub Salawat Julajew Ufa seine Heimspiele aus, bevor er in die Ufa-Arena umzog. Seit 2009 tragen Tolpar Ufa, das Juniorenteam von Salawat aus der Molodjoschnaja Chokkeinaja Liga, sowie Agidel Ufa, eine Frauenmannschaft der höchsten russischen Spielklasse, ihre Heimspiele in der Halle aus. 
Im Januar 2012 wurde der Sportpalast für Renovierungsarbeiten geschlossen und zur Eishockey-Weltmeisterschaft der U20-Junioren 2013, die im Sportpalast und der Ufa-Arena durchgeführt wurde, wieder eröffnet. Während dieses Turniers verfügt die genutzte größere Eishalle über eine reduzierte Kapazität von 3.500 Sitzplätzen.